# 法医 歯科学の女
『法医 歯科学の女』（ほうい しかがくのおんな）は、1997年から1999年までテレビ朝日系「土曜ワイド劇場」で放送されたテレビドラマシリーズ。全3回。

## キャスト

### 法医歯科学教室
一ノ瀬美里
演 - 中村あずさ（第1作・第2作）
横浜にある船木歯科に歯科医として勤務しながら、東都歯科大学で法医歯科学の助手を務める。時々、そそっかしい一面を見せる。第1作の時点では、殺人事件の遺体判定は初めてである。高校の時に両親が交通事故死している。その際、乗っていた観光バスが転落・炎上し、焼死体となった両親の身元確認を歯科医が行った事が法医歯科医になるきっかけとなっている。友人は第1作の事件関係者として登場する守口有加がいる。
藤井めぐみ
演 - 有森也実（第3作）
法医歯科学教室の助手。
村松平治
演 - 小泉博
東都歯科大学教授。法医歯科学の権威。多忙のため、助手である美里に遺体の身元確認という職務を任せる。

### 警察関係者
木戸勇太
演 - 鶴見辰吾（第1作）
鹿児島県警捜査一課係長。屋久島出身で、高校時代までを過ごす。長い理屈は苦手である。
五十嵐良吉
演 - 下川辰平（第1作）
指宿警察署刑事。警察犬を定年退職した老犬「タロー」を飼っている。
桧山実
演 - 船越英一郎（第2作）
北海道警北見方面本部刑事。捜査の指揮を執る。

### ゲスト
第1作「屋久島〜指宿 バラバラ死体が海を渡る!?」（1997年）
- 守口有加（守口の妻・美里の歯科大の同期） - 鳥越まり
- 室井かおり（室井の後妻） - 未來貴子
- 守口幹也（ホテル室井 副支配人・室井の甥） - 石田登星
- 室井咲子（室井の娘） - 菊地あけみ
- 室井泰三（ホテル室井 社長・半年前失踪） - 黒部進
- 西島慎司（テニスコーチ） - 京本政樹
- 富永妙子（ホテル室井 仲居頭・室井の先妻の妹） - あいはら友子
- 矢吹渡、大森照子、目黒幸子、刀坂悟、藤本貴子、石川りの、チャーリィ湯谷、三上晴巳、森川隼裕、森康子、浅利陽介、阿樹千里、野村信次、椎名茂、土井きよ美、鈴加明、新穂直子

第2作「網走オホーツク海…流氷が運んだ白骨死体の謎!」（1997年）
- 古賀聡（獣医・洋子の恋人） - 黒田アーサー
- 石原喜美子（石原の娘・アキラの妻） - 中村久美
- 日高洋子（日高の長女・さおりの姉） - 戸川京子
- 日高さおり（日高の次女） - 中村ゆま
- 大森智明（さおりの高校時代の同級生） - 永堀剛敏
- 大森（オホーツク海産 従業員・大森の母） - 木村有里
- 石原（石原食品 社長） - 平松慎吾
- 刑事 - 浅野和之
- 古賀の知り合い - 目黒幸子
- 石原アキラ（石原食品 副社長・行方不明） - 刀坂悟
- 漁師 - 山本廉、チャーリィ湯谷
- 磯村（刑事） - 三角八朗
- 日高政男（オホーツク海産 社長） - 名古屋章
- 藤本貴子、三上晴巳、森川隼裕、大森照子、南雲勝郎、肥後めぐみ、土井きよ美、轟隆、伊倉直樹、近藤賢、井尾晃、志賀友美、汐野未来、石川りの、菊地翔子、田原未奈子、阿樹千里

第3作「青いサンゴ礁にナゾの白骨死体!」（1999年）
- 日野浩一（海上保安庁第十管区海上保安本部） - 永島敏行
- 南夏樹（関川の宝探しのパートナー） - 北原佐和子
- 岡崎信治（考古学者） - 近藤芳正
- 福田義雄（釣り船屋） - 中野英雄
- 関川光生（海底の宝探しにのめり込んでいた男・2か月前行方不明） - 清水善三
- 保安員 - 田村円、桜井顕生
- 民家の主婦 - 大森照子
- 海上保安庁第十管区海上保安本部 部長 - 柳沢紀男
- 関川海（関川の息子） - 藤原義大（子役）
- 岸田（冒頭の歯を治療している患者） - 木村令子
- 今村志津子（久美子の友人） - あいはら友子
- 関川久美子（関川の元妻） - 未來貴子
- 岩崎（名瀬海上保安部 保安部長） - 横内正
- 葛城ゆい、三上晴巳、中川正義、藤本貴子、阿樹千里、土井きよ美、汐野未來、関口美保子、石川千晴、森山琉衣、上原秀高、國馬ひかり、大薗賀世

## スタッフ
- 脚本 - 田中ひろみ
- 音楽 - 櫻井真一、小原孝司（第3作）
- 監督 - 岡本弘
- 医学監修 - 山本勝一、船木穀
- 撮影 - 原秀夫（第1作）、川崎龍治（第2作・第3作）
- 照明 - 伊藤裕二
- 美術 - 陣野公彦（第1作）、大町力（第2作・第3作）
- VE - 高山秀雄（第1作）、大沼一利（第2作・第3作）
- 録音 - 秋山一三
- 編集 - 本間元治
- スクリプター - 竹下京子（第2作）、構木久子（第3作）
- 監督補 - 寺山彰男（第2作・第3作）
- 助監督 - 島田晃（第2作・第3作）、塚田俊也（第2作・第3作）
- ロケコーディネーター - 大沢慶逸（第2作）、西田栄三郎（第3作）、津田正亮（第3作）、篠崎雅彦（第3作）
- 制作担当 - 加治屋常幸（第2作）
- 制作進行 - 池田法和（第2作）、湯浅真（第3作）
- 効果 - 橋本正二（第2作）、橋本正明（第2作・第3作）
- メイク - 佐々木亮子（第2作、第3作）
- スチール - 金澤栄一（第2作）、岩宮秀憲（第3作）
- フォーカス - 長谷部久和（第2作）、坂本聡（第3作）
- VTR編集 - 岸秀樹（第2作）
- 特殊造形 - 高柳祐介（第2作）
- EED - 藤井秀佳（第2作）、星名隆志（第3作）
- MA - 甲斐匡（第2作）、山本逸美（第3作）
- 仕上 - 原田信（第2作）
- 衣裳 - 第一衣裳
- 車輌 - 日本照明
- 調教 - 日本警察犬協会（第1作）
- 撮影協力
  - 第1作 - 鹿児島放送、日本エアシステム、指宿市
  - 第2作 - 網走市、網走観光協会、網走グランドホテル、日本エアシステム
  - 第3作 - 宇検村、龍郷町、名護市、大島支庁 (鹿児島県)、日本エアシステム、海上保安庁、本場奄美大島紬協同組合、ビッグフィッシング
- プロデューサー - 今木清志（第3作、テレビ朝日）、塙淳一（テレビ朝日）、風間貴雄（大映テレビ）、佐野奈緒子（大映テレビ）
- 制作 - テレビ朝日、大映テレビ

## 放送日程
| 話数 | 放送日        | サブタイトル                               | 脚本       | 監督   |
| ---- | ------------- | ------------------------------------------ | ---------- | ------ |
| 1    | 1997年1月25日 | 屋久島〜指宿 バラバラ死体が海を渡る!?      | 田中ひろみ | 岡本弘 |
| 2    | 8月09日       | 網走オホーツク海…流氷が運んだ白骨死体の謎! | 田中ひろみ | 岡本弘 |
| 3    | 1999年7月31日 | 青いサンゴ礁にナゾの白骨死体!              | 田中ひろみ | 岡本弘 |